# Les Albres
Les Albres (okzitanisch: Los Aures) ist eine französische Gemeinde mit 344 Einwohnern (Stand: 1. Januar 2022) im Département Aveyron in der Region Okzitanien (vor 2016 Midi-Pyrénées). Die Gemeinde gehört zum Arrondissement Villefranche-de-Rouergue und zum Kanton Lot et Montbazinois. Die Einwohner werden Albrégeois genannt. 

## Geografie
Les Albres liegt etwa 41 Kilometer westnordwestlich von Rodez. Umgeben wird Les Albres von den Nachbargemeinden Asprières im Westen und Norden, Bouillac im Norden, Boisse-Penchot im Nordosten, Viviez im Nordosten und Osten, Aubin im Osten, Galgan im Südosten und Süden sowie Peyrusse-le-Roc im Südwesten.

## Bevölkerungsentwicklung
| Jahr                       | 1962 | 1968 | 1975 | 1982 | 1990 | 1999 | 2006 | 2019 |
| Einwohner                  | 438  | 418  | 418  | 389  | 342  | 330  | 353  | 343  |
| Quellen: Cassini und INSEE |      |      |      |      |      |      |      |      |

## Sehenswürdigkeiten

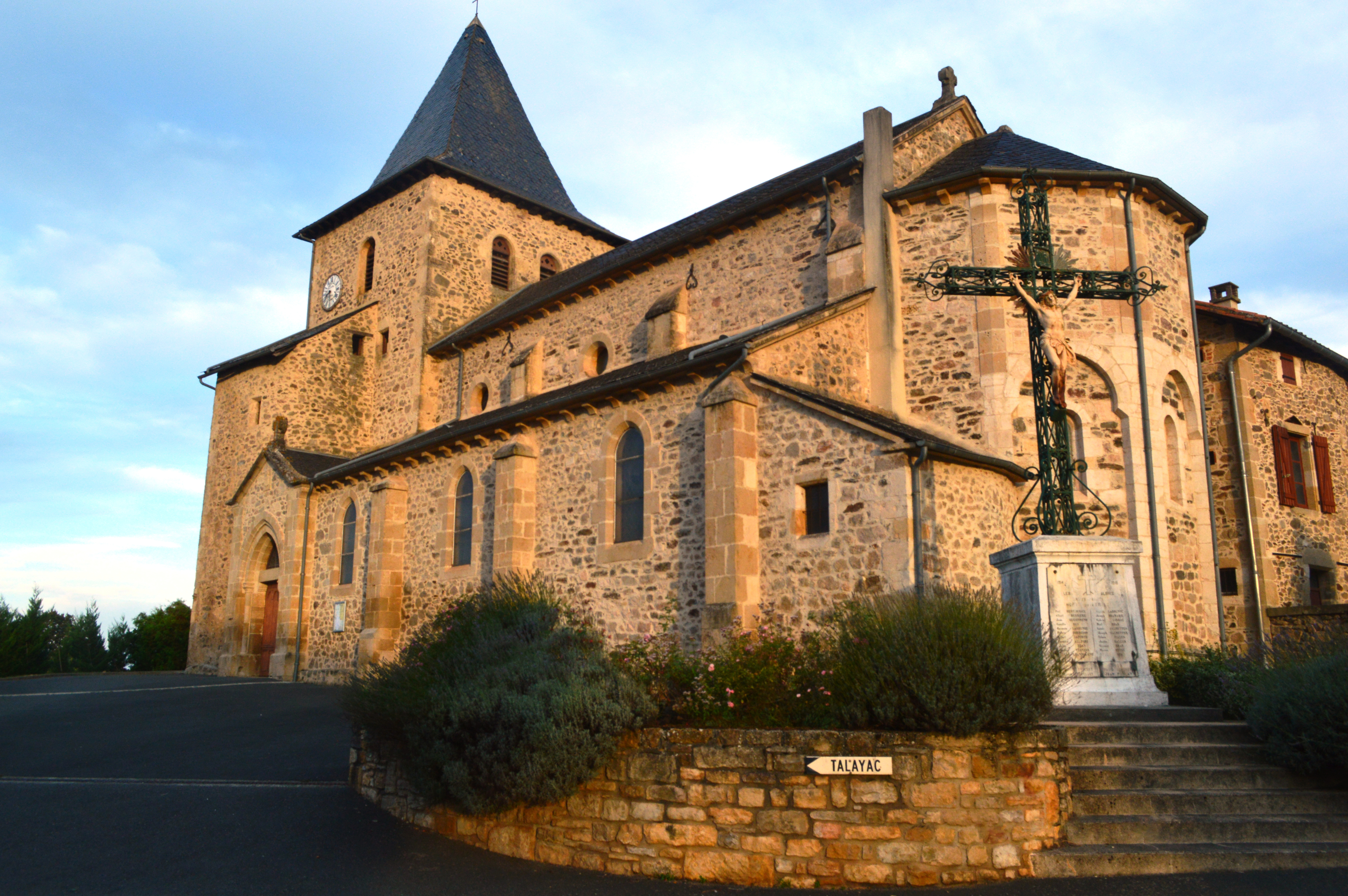
Kirche Saint-Denis

- Kirche Saint-Denis